# Грут
Грут је измишљени лик који се појављује у америчким стриповима које је објавио Марвел Комикс (енгл. Marvel Comics). Грута су креирали Стен Ли, Лери Лиебер и Џек Кирби. Први пут се појавио у "Таles to Astonish #13" (новембар 1960). Ванземаљско биће налик дрвету које може да осећа, оригинални Грут се први пут појавио као освајач који је намеравао да зароби људе за експериментисање.
Лик је поново уведен као херојско, племенито биће 2006. године и појавио се у унакрсној радњи стрипова  "Annihilation: Conquest". Грут је наставио да глуми у свом спин-оф (енгл. spin-off) серијалу, Чувари Галаксије, придруживши се тиму истог имена. Грут је представљен у разним сродним Марвел производима, укључујући анимиране телевизијске серије, играчке и сличице. Вин Дизел (енгл. Vin Diesel) даје глас Груту у филму Чувари Галаксије (2014), Чувари Галаксије 2 (2017), Осветници: Рат Бескраја (енгл. Avengers: Infinity War) из 2018. и филму Осветници: Крај Игре (енгл. Avengers: Endgame), из 2019. године, док је Кристиан Годлевски глумио лика преко снимања покрета у првом филму. Од премијере филма и дебитовања анимиране серије, Грут је постао икона поп културе, са својом фразом коју понавља „Ја сам Грут" која је постала и интернетски мим (енгл. Меме).

## Историја објављивања
Грут се први пут појавио у "Tales to Astonish" (новембар 1960.), а креирали су га Стен Ли (енгл. Stan Lee), Лери Либер (енгл. Larry Lieber) и Џек Кирби (енгл. Jack Kirby). „Грут” је холандска реч за „велико", вероватно се односи на његов раст и способност да се повећа. Поново се појавио у стрипу Невероватни Хулк (енгл. The Incredible Hulk Annual #5) (октобар 1976.), заједно са пет других чудовишта из Марвеловог антологијског хорор стрипа касних 1950-их и раних 1960-их. У стрипу "The Sensational Spider-Man # −1" (јул 1997.), Грут је био представљен у ноћној мори младог Питера Паркера (енгл. Peter Parker).
Грут се поново појавио 2006. у лимитираној серији од шест серијала "Nick Fury's Howling Commandos", и појавио се у "Annihilation: Conquest" и "Annihilation: Conquest - Star-Lord" лимитираној серији. Грут се придружио Чуварима Галаксије у истоименом серијалу, и остао је део наслова све до његовог отказивања броја #25 у 2010. години. Грут се појавио у свом наставку, лимитираној серији Таносов Императив (енгл. Тhe Thanos Imperative) и, заједно са колегом и чуварем, Ракетним Ракуном, Грут је глумио споредне улоге у Уништавачима # 1–4 (март – јун 2011) и Уништавачима: Пад Земље (енгл. Annihilators: Earthfall) # 1–4 (септембар – децембар 2011.).
Грут се појавио у броју бр. 6–8 Осветника као члан Чувара. Грут је један од главних улога у Чуварима галаксије: трећи део, део "Marvel NOW!".
У марту 2015. објављено је да ће Грут добити своју прву самосталну серију писца Џефа Ловнеса (енгл. Jeff Loveness) и уметника Брајана Кесингера (енгл. Brian Kesinger).
Грут који је дебитовао у Приче да те Зачуде и онај који је представљен у "Annihilation: Conquest" су ретроактивно установљени као одвојени чланови исте врсте у шестом и последњем издању серије Грут која је покренута у јуну 2015. Ипак, са Бесконачним Ратом у августу 2018. године, Грут посебно указује на чињеницу да је током своје прве посете планети Земљи обећао да ће „марширати површином планете и осудити све који су се усудили супротставити Груту." То наизглед враћа порекло лика на то да су обе ере Грута упућивале на исту личност, чиме је поништила ретроактивну промену из шестог броја серије Грут.

## Порекло
Грут је „flora colossus" са „Planet X", престонице светова грана. „Flora colossus" су бића налик стаблу чији је језик готово немогуће разумети због крутости њихових гркљана, због чега њихов говор звучи као да понављају фразу „Ја сам Грут". Друга бића покушавају да буду пријатељски настројена, али се љуте на „flora colossus"-е, јер нису у стању да говоре. (Показало се да је Грут способан да говори не само разумљиво, већ и речито током „Уништења: Освајања".) „Flora colossus", којима владају „Arbor Masters", уче децу њихове врсте „Фотонским знањем", које је сакупљено знање „Arbor Masters" генерација и апсорбује се кроз фотосинтезу; ово је веома напредна метода образовања, што чини „flora colossus"-е генијалним. Биомом  „Planet X" управљају „Сисари који одржавају", који су мала бића налик веверицама.
„Flora colossus" младо дрво, које би постало познато као „Грут", дошло је из „Ennobled Sapline" и обдарено огромним схватањем квази-димензионалног супер-позиционог инжењеринга. Грут се није слагао са другим младим дрвећем, већ је преферирао друштво „Сисара одржавања", које су друго младо дрвеће третирале са предрасудама. Грут је прогнан од стране „Arbor Masters" -а у ЧУВАРИМА ГАЛАКСИЈЕ # 14 након што је убио још једно младо дрво како би бранио сисара за одржавање које је напало.
Алтернативно порекло је представљено у Грутовим серијама. У причи се открива да су други „flora colossus"-и отимали организме са других планета, укључујући и младу људску девојку по имену Хана. Након што је видео Хану, Грут је схватио да његови људи раде погрешно и успели су да спасу дете и да је пошаљу назад на Земљу. Међутим, због своје непослушности, Грут је био прогнан са „Planet X" и присиљен да лута свемиром док није упознао Ракетног Ракуна неколико деценија касније, када је ова верзија Грута касније постала члан чувара галаксије.
Још једно алтернативно порекло представљено је у „Чуварима бесконачности", које је написао Едгардо Миранда Родригуез, у којем жена тврди да је Грут стабло Капок из Понцеа, Порторико. Према порториканском фолклору, верује се да дрво Капок поседује духове аутохтоне Таино популације која је раније напредовала на Карипском острву. По њеној логици, жена сматра Грута Порториканцем.

## Биографија фиктивног лика

### Оригинални Грут
Грут је ванземаљско чудовиште дрво које је првобитно дошло на Земљу тражећи људе да их ухвати и проучава. Грут је наизглед уништен термитима које је користио Лезли Еванс  (енгл. Leslie Evans).
Xемну је направио дупликат Грута тако што је направио људски и дрвени хибрид који је коришћен за борбу против Хулка, али је уништен у борби.
Грут је касније открио да је преживео, али је био заробљеник Колектора и држан у свом зоолошком врту у Канади све док Грут и остала заробљена створења није ослободио Моул Ман (енгл. Mole Man). Грут и друга створења разбеснели су се у Њујорку док их није зауставила група суперјунака, и онда су их бацили кроз портал у негативну зону.
Грут је касније откривен и ухваћен од стране Јединице за паранормално заточење „S.H.I.E.L.D", зване Хаулинг Командос, када је његов мирис дрвећа открио Бигфут и Јети. Док је Грут био у заточеништву, Горила-Ман (енгл. Gorilla-Man) је разговарао са Грутом о придруживању Хаулинг Командоса. Када су Мерлин и његове снаге напали базу, Хаулинг Командоц је пустио Грута и остале заробљенике на слободу, а они су прегазили Мерлинову војску; Грут је био једини који се вратио и понудио да се придружи Хаулинг Командосу. Грут је помагао Хаулинг Командосу док су нападали Мерлинове снаге.

### Чувари галаксије
Другачији Грут је играо улогу у "Annihilation: Conquest", када је показано да је Грут можда последњи члан „flora colossus"-a, и да га је Кри (енгл. Kree) ухапсио из непознатог разлога. Грут се ослободио тако што се придружио штрајку снаге Стар-Лорда, где су Грут и Ракетни Ракун оформили везу, док је Ракетни Ракун био један од ретких бића са способношћу да разуме Грутов језик. Тим Стар-Лорда пробијао се кроз Фалангу, али након смрти Дефкраја (енгл. Deathcry), тим је одлучио да побегне кроз одводну цев у коју Грут није могао да стане.
Као последица битке, Грут умире, одуговлачећи како би његов тим побегао. Нови Грут створен је као изданак гранчица и наставио да прати тим на њиховој континуираној мисији против Фаланге, али је један члан тима ухватио Фаланга. Грута и остале је ослободила Мантиса и побегли су назад у линије Криовог отпора. Временом се Грутово тело регенерисало из гранчице, па је поново добило пуну величину. Грут и остали су намеравали да наставе као део тима Стар-Лорда.
Грут и његов тим су се вратили у Хала како би припремили још један напад на Фалангу, али је њихов агент Бластар (енгл. Blastaar) заробљен од стране Фаланге и одведен до њиховог Бабел Спира док је покушавао да носи Грутове споре полена. Грут и Ракетни Ракун су наставили своју мисију тако што су се ушуњали у подрум Бабел Спира. Када је Ултрон заробио Стар-Лорда, оригинални план о полагању експлозива у Спиру је пропао, тако да су Ракетни Ракун и Грут морали да осмисле нови план. Грут је одлучио да проникне у Спиру, израсте у огромну величину и попуни велики део зграде.
Мантис је била у стању да измеша Грутов сок тако да буде изузетно запаљив, и Грут је опет умро за свој тим, овај пут намерно правећи пожар како би уништио Бабел Спир. Међутим, исечак Грута држао је Ракет Ракун, а Грут је поново био у стању да се обнови. Грут се тада придружио новим чуварима галаксије (или, како би Грут то рекао, „Грут и гране") и почео поново да се обнавља под бригом Мантисе.
Када су се чувари реформисали, Грут се придружио Стар-Лорду, Ракети Ракуну, Драксу Разарачу и Гамори, које је Грут сматрао пријатељима.
Током приче о тајним ратовима 2015, Грут је са чуварима галаксије учествовао у упаду између Земље-616 и Земље-1610. Грут и Ракет Ракун су убијени од стране Сутрадашње Деце (енгл. Children of Tommorow). Међутим, када  Питер Квил (енгл. Peter Quill) - један од ретких преживелих упада са Земље-616 - суочи се са Црним Лабудом у дворцу Цара Дума (енгл. Emperor Doom), он открива да је носио малу гранчицу Грута у џепу од почетка упадања, набадавши у корене Светског дрвета и изазивање Грута да трансформише џиновско дрво у његово тело, уништавајући Думов замак док су преживели хероји завршавали свој последњи напад.
Током приче о „Грађанском рату 2", Грута и Чуваре Галаксије  је позвао капетан Марвел да му помогну у борби против Ајрон Мена (енгл. Iron Man) када је дошло до судбине Нељудског Уликса Каина. Настала битка оштетила је брод Чувара галаксије који их је натерао да дуже бораве на Земљи.
Током приче „Чудовишта ослобођена", Чувари Галаксије бране Грута од Левијатона (енгл. Leviathon) са главом змије.
Током приче о „Тајном царству", Грут и остали чувари галаксије помажу капетану Марвелу, свемирском програму алфа летења, члановима Ултимата, Хипериону и Квазару у пресретању флоте Читаури која се приближава Земљи све док Стив Роџерс (енгл. Steve Rogers) у договору са Хидром није активирао Планетарни штит за одбрану и ухватио оне који се боре против Читаура изван Земљине атмосфере. Стар-Лорд, Ракет Ракун и Грут покушавају да ангажују представнике царства Скрулса, Криа, Бруд, Ши-ара и Спартакса, који су на Галактичком савету у помагању Читаурских хорди да разбију штит и одбаце планетарну одбрану и смакну Хидру. Схватајући да се сада суочавају са галаксијом без људске сметње, Галактичко Веће одбија да помогне у убијању три чувара док беже. Након затварања планетарног одбрамбеног штита, Грут и чувари галаксије улазе у коначну битку против Хидре.
Ракет Ракун и Грут су на путу за Стохлад Ринг (енгл. Stohlad Ring) када су били заскочени од стране Гарденера (енгл. Gardener, што се преводи у баштована) где је Гарденер разбио Грута зато што су га чувари галаксије "искварили" и одвратили од његове праве сврхе. Ракета Ракун је побегао са делом из којег је Груту израсло ново тело.
Током приче о „одбројавању бесконачности", Грут је био са чуварима галаксије када су приметили да је планета Телферина под нападом од стране „flora colossus"-а коју је Гарденер изградио из Грутових гранчица. Грут се приближио Гарденеру и искористио своје лековите моћи да очисти отров који му је Локи ставио из свог тела. Гарденер се одужио Груту користећи његове способности да врати Грута натраг у своју претходну величину. Осим тога, Грут сада може да говори пуним реченицама и односи се на себе у трећем лицу.

## Моћи и способности
Грут може да апсорбује дрво као храну и има способност регенерације. Грут може да контролише дрвеће и биљке, користећи их за напад на друге, и чини се као да је отпоран на ватру. Грут је у стању да проклија драматично повећавајући масу, али му се онда кретање критично успорава. Грут је наизглед убијен у више наврата, где се сваки пут „рађа" из гранчице.

## „Ја сам Грут”
Брат Блека Болта, Полудели Максим, тврдио је да сваки пут када Грут каже заштитни знак/слоган „Ја сам Грут!" он је заправо говорио неколико ствари, а његове различите промене реченице су еквивалентне речима и реченицама. Људи који су ступили у интеракцију са Грутом постепено су у стању да дешифрују значење флексија и могу да наставе пуне разговоре са Грутом како време пролази. Зрела форма Грутове врсте је робусна и тешка, што узрокује да органи акустичне генерације постану крути и нефлексибилни. Управо та оштра природа Грутовог гркљана узрокује да људи, који нису свесни суптилних нијанси говора „flora colossus"-а, погрешно тумаче Грута као само понављање његовог имена. Није се могло утврдити да ли је Максимусова тврдња била истинита или је само још једна манифестација његовог лудила, иако Грут заиста изгледа да помаже Максимусу са високо напредним инжењерингом. Касније, у Новом Икс-Мен # 23, Џин Греи (енгл. Jean Grey) се телепатски повезује са Грутом, показујући да су Грутови мисаони процеси заиста сложени, и изјава „Ја сам Грут!" обично представља покушаје интелигентне комуникације.
У Осветницима: Рат Бескраја, који се одвија у Марвеловом филмском универзуму, Тор (енгл. Thor) наводи да се „flora colossus"-и нуде као изборни предмет у Асгардским школама и да је то његово објашњење за његову способност да разуме Грута.

## У другим медијима

### Телевизија
- Грут се појављује у филму „The Avengers: Earth's Mightiest Heroes", где му је дао глас Трој Бакер (енгл. Troy Baker).[41] Он се (заједно са осталим чуварима галаксије) појављује у епизоди „Michael Коrvac".
- Грут се појављује у Врхунској Спајдермен серији цртаних филмова, где је првобитно глас дао Мајкл Кларк Данкен (у „Чуварима Галаксије"), а касније Кевин Мајкл Ричардсон (за наредне епизоде). Први пут се појавио у епизоди „Чувари галаксије" у облику штапа пре него што је прерастао у пуну величину да би поразио Корвака и неке од Читаурових војника. На крају епизоде, два „портала" се кратко отварају, док Грут каже: „Ја сам Грут", а Спајдермен каже „Он је Грут", посвећено Данкеновој смрти 2012. године, где је епизода била посвећена сећању на њега.[42] Грут се враћа у „Повратак чувара галаксије" заједно са осталим чуварима како би поправио свој свемирски брод у исто време када је Титус водио Читаурову војску у напад на Новину Кацигу. Док је био на Земљи, Грут се уклопио у позирање као дрво испред куће тетке Маи. Епизода „Return to the Spider-Verse", други део, је имала алтернативну верзију Грута који живи у гусарској стварности и представља живахни пиратски брод Веб Бирда са својом главом која стоји као украсна фигура на прамцу брода.
- Грут се појављује у „Avengers Assemble", где му је глас дао Кевин Мајкл Ричардсон.[43]
- Грут се појављује у Хулк-у и агентима „S.M.A.S.H.", док Кевин Мајкл Ричардсон оцењује улогу.[44]
- Грут се појављује у емисији „Marvel Disk Wars: The Avengers" у епизоди названој „Чувари галаксије".
- Кевин Мајкл Ричардсон поново представља своју улогу у анимираној серији Чувари галаксије.[45] У епизоди „Порекло" откривено је да је Грутову планету напао Ронан, а оптужени Грут је био последњи у својој врсти кад је Ронанова војска завршена с „flora colossus"-има. У епизоди „Не могу да се борим са овим сејањем", Стар-Лорд је пао у зелену ствар унутар Грута док се борио против паразитске гљивице и имао визију да се зелена ствар може користити за обнављање „flora colossus" врсте. Беба Грут се појављује у „Mission: Breakout", наслов треће сезоне.
- Грут се појављује у божићној ТВ емисији „Marvel Super Hero Adventures: Frost Fight!", где је глас поново дао Кевин Мајкл Ричардсон. Да би добили новац за поправак свог брода, Грут и Ракет Ракун преузимају награду да би ухватили Деда Мраза где се сусреће са госпођом Клаус.
- Грут се појављује у „Ракет и Грут" кратким филмовима, где је глас поново дао Кевин Мајкл Ричардсон.
- Грут се појављује у „Lego Marvel Super Heroes - Guardians of the Galaxy: The Thanos Threat", где му Кевин Мајкл Ричардсон поново даје глас.[46]

### Филм

#### Марвел филмски универзум
- Грут се појављује у филму из 2014. године „Чувари галаксије", Марвеловог филмског универзума , у ком је глас дао Вин Дизел (који је извео гласовни рад за неколико језика у којима је филм објављен, а такође је обезбедио неке елементе за снимање покрета за лик).[47][48][49] Иако је првобитно једноставно описан као помоћник Ракета, он показује мекшу страну током целог филма, узгајајући цвет како би га давао девојчици и спашавајући живот Дракса Разарача чак и након што су Дракови поступци довели Ронанове снаге до њих. Он се слаже са планом Питера Квила да се супротстави Ронану, а касније се наизглед жртвује да би спасио остатак тима тако што ће их омотати дрвеном лоптицом која је израсла из њега док се Ронанов брод руши. На крају филма, Ракет је повратио гранчицу од Грута, за коју се показало да се поново развија у минијатурног Грута; овај нови Грут је у ствари Грутов потомак. Када жртвује себе, он заправо говори још једну фразу, „Ми смо Грут", што подразумева везу између хероја.
- Вин Дизел опет даје глас и покрете Груту у Чуварима Галаксије, други део, објављен маја 2017.[50] Још увек је мало дете у филму, Беба Грут наставља да путује са чуварима, али се истински понаша као дете, као што је плесање уз музику док остатак тима покушава да победи чудовиште. На кратко су га ухватили „Ravagers", заједно са Рaкетом и Јондом (енгл. Yonda), док Квил, Драк и Гамора посећују Квиловог оца Егоа, али када се „Ravagers" подругљиво одлуче да од њега направе њихову маскоту, Грут помаже Ракету и Јонди да побегну из заробљеништва, а онда одлазе да помогну другим чуварима у сукобу са Егом. У последњој битки, Груту је поверено да постави бомбу на Его језгро као јединој довољно малој особи да се пробије кроз пукотине, иако у почетку није био у стању да се сети које дугме на бомби би покренуло тајмер, а које би га одмах искључило. У наставку (кредитација после краја филма), Грут је прерастао у бунтовну адолесцентску фазу.
- Дизел је поново одиграо своју улогу у филму Осветници: Рат Бескраја[51] са Грутом у његовој адолесцентској фази из Чувари Галаксије 2[52]. У филму, Грут прати Ракета и Тора у Нидавелир, где Тор тражи од краља патуљка, Еитрија, да искује оружје. Он помаже Еитрију у обликовању оружја, и пресеца једну од његових руку, која чини дршку Торовог новог оружја, Стормбрејкер (енгл. Stormbreaker). Касније се придружио остатку Осветника и Ракети у бици код Ваканде. Грут је једна од жртава Таноса након што освоји сво бесконачно камење и збрише половину живота у свемиру.
- Дизел је репризирао улогу у филму Осветници: Крај Игре за 2019. годину, где је Грут оживљен када Брус Банер активира бесконачно камење. Касније је приказан заједно са остатком оживљених чувара који су учествовали у финалној борби против Таноса и његових снага. Грут је касније приказан како присуствује сахрани Тонија Старка.
- Грут је наведен међу ликовима који ће се појавити у Чуварима Галаксије 3.[53]

#### Анимација
- Дизел даје глас беби Грут у дизнијевом анимираном филму 2018, Ралф растура интернет (енгл. Ralph Breaks the Internet).[54] На „Oh My Disney!" сајту, он одговара на питања о Марвеловим ликовима наводећи „Ја сам Грут" док Ванелоп Фон Швиц не сруши упит и да посетиоцима оглас за „Wreck-It Ralph" видео.

### Видео игрице
- Грут се појављује као вештина позивања за Ракетни Ракун под називом "Мој пријатељ Грут", у „Марвеловим Херојима". Он се такође појављује у игри као тимски херој.
- Грут се појављује као лик који може да се игра у „Lego Marvel Super Heroes",[55] где му је глас дао Трој Бакер.[56]
- Грут је био лик у игри „Марвел: Осветничка Алијанса" на Фејсбуку.
- Грут је лик који може да се игра уз Ракет Ракуна у игри „Marvel Puzzle Quest".
- Грут је лик који може да се игра у „Марвел: Такмичење Шампиона" (енгл. Marvel Contest of Champions).
- Грут је лик који може да се игра у игри „Marvel: Future Fight".
- Грут се појављује у „Guardians of the Galaxy: The Telltale Series", где је глас дао Адам Харингтон.
- Грут је лик који може да се игра у „Лего Марвел Супер Хероји 2" (енгл. Lego Marvel Super Heroes 2), ком је глас дао Стефан Ештон Франк. Он има три варијације, укључујући Малог Грута (базираног на беби Грута из другог филма), Малог Грута са униформом „Ravagers"-а, и Грута нормалне величине.[57]
- Грут ће се играти у „Marvel Ultimate Alliance 3: The Black Order". Он и Ракета ће се играти у пару.

### Играчке
- Грут акциона фигура се налазала у пакету „Чувари Галаксије" у 2011. као део Марвел универзума за играчке.
- Сет за Ракетног Ракуна и Грута са играјућим беба Грутом биће објављен од стране Хот Тоиз-а.[58]
- Функо је најавио пластичну фигуру „Dancing Groot Funko POP" 26. августа 2014. и објавио га убрзо након Божића 2014.[59]
- Грут се појавио 11 пута у минијатурној игри „Хирокликс" (енгл. HeroClix), често уз Ракет Ракуна.[60]

### Телекомуникације
У 2014. години, запослени Твилиа, Рики Робинет поставио је број телефона на којем се може писати Груту, (866) 740-4531, што резултира познатим одговором лика „Ја сам Грут".

### Тематски паркови
Беба Грут се појављује у вожњи „Guardians of the Galaxy Mission Breakout" у Дизнијевој Калифорнијској Авантури, где је глас дао Фред Татаскиор. Он и остали чувари су заробљени од стране Колектора и морају их спасити Ракета и гости. У верзији за Ноћ Вештица која се зове „Чудовишта после мрака", Чувари су случајно оставили Грута за време њиховог бекства, тако да се Ракета враћа и гости ометају Суртуровог Ватреног Змаја како би могли да побегну.

## Пријем
Грут је рангиран шеснаести на листи чудовишта Марвел Стрипова у 2015.

## Спољашње Везе
- Грут на Марвел Стриповима Вики.
- Грут на додатку књиге Марвеловог универзума.
- „Грут на "comicbookdb.com".”. Архивирано из оригинала 13. 08. 2019. г. Приступљено 17. 05. 2019.